# 多斑帶粗鰭魚
多斑帶粗鰭魚為輻鰭魚綱月魚目粗鰭魚科的其中一種，分布於大西洋及太平洋熱帶至溫帶海域，為深海魚類，棲息深度可達500公尺，體長可達110公分。